# Adolf Ágai
Adolf Ágai (Rosenzweig, n. 31 martie 1836, Jánoshalma, Bács-Kiskun, Ungaria – d. 22 septembrie 1916, Budapesta, Austro-Ungaria) a fost un scriitor, jurnalist și editor maghiar de origine evreiască, de profesie medic. A fost renumit, printre altele, pentru editarea la Budapesta a revistei satirice Borsszem Jankó. Scria adesea sub pseudonimele Csicseri Bors sau Porzó. A fost membru al Societății literare Sándor Kisfaludy. A condus și cercul literar al „kagaliștilor”, din care făceau parte umoriști maghiari de toate confesiunile, și al cărui nume era inspirat de termenul „kahal” (comunitate evreiască, „kehilá”) - în pronunțarea lui rusească - de care abuza propaganda antisemită în vremea sa.

## Biografie
Adolf Agai s-a născut în 1836 la Jánoshalma sau Jankovac în sudul Ungariei, ca fiu al unui medic evreu originar din Polonia sau Ucraina, care avea și el preocupări literare. Bunicul din partea mamei, „Don Itzhak", era evreu sefard vorbitor de limba ladino, care în anii 1830 fondase Sinagoga frencilor (adică a evreilor spanioli) din Budapesta. Tatăl acestuia, venit din Istanbul, se stabilise în Óbuda în vremea împăratului Iosif al II-lea. Până la vârsta de 4 ani a copilărit la Orahovica, lângă Osijek, azi în Croația, pe atunci parte a Imperiului Austro-Ungar și vorbea doar limba croată. După ce familia s-a mutat la Pécel, a învățat limba maghiară. Școala primară și liceul le-a făcut la Pécel, la Nagy Abony, la Pesta și la Nagykőrös. Apoi a studiat medicina la Universitatea din Viena.

## Opere literare
- Abrincs.150 jordány vicc 1879 (150 bancuri „iordănești”)
- Az én dédatyámról (Despre străbunicul meu) 1907
- Utazás Pestről - Budapestre (Călătorie de la Pesta la Budapesta, 1843-1907) 1912